# Waschhaus (Lauris)

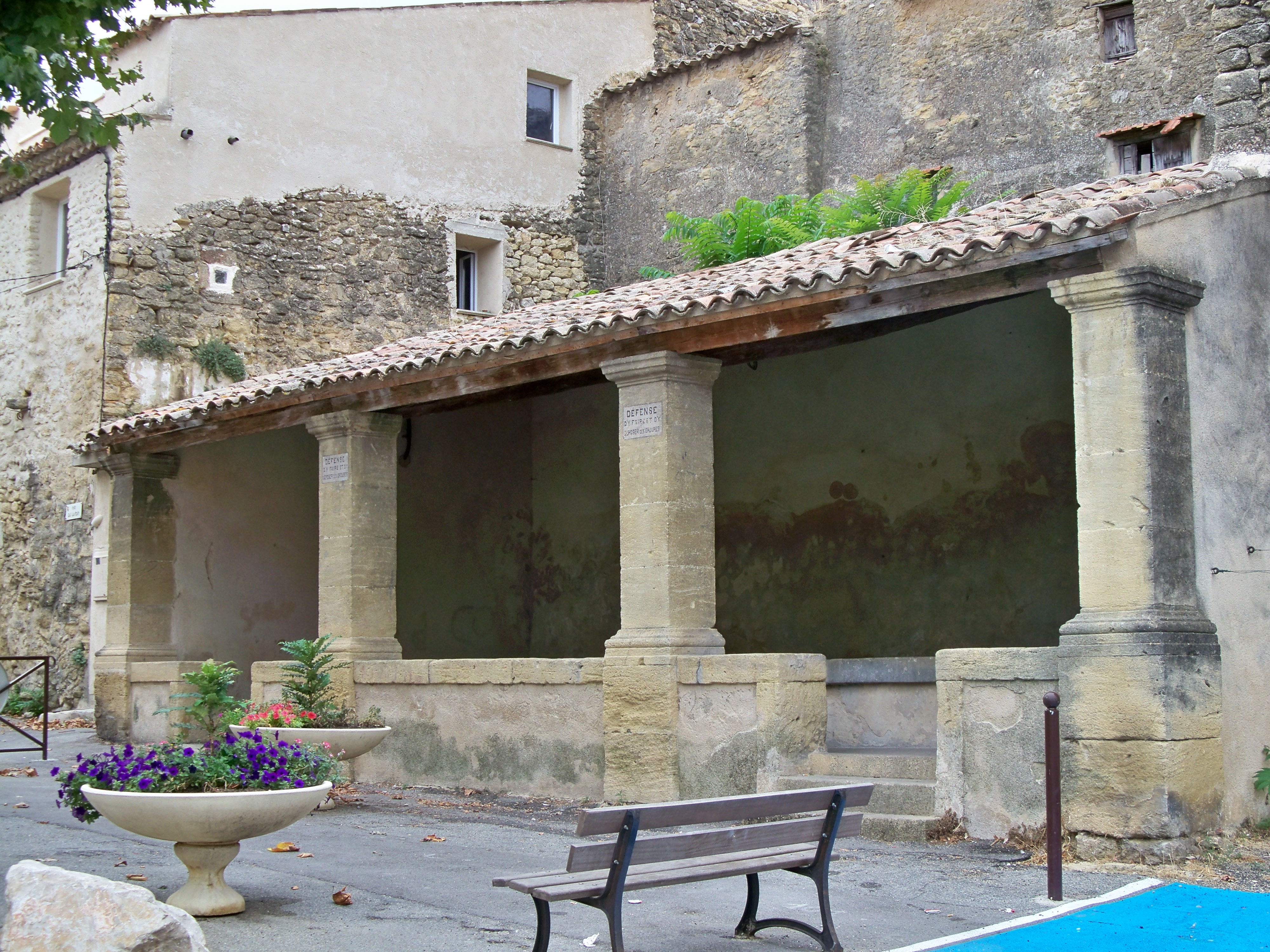
Waschhaus von Lauris

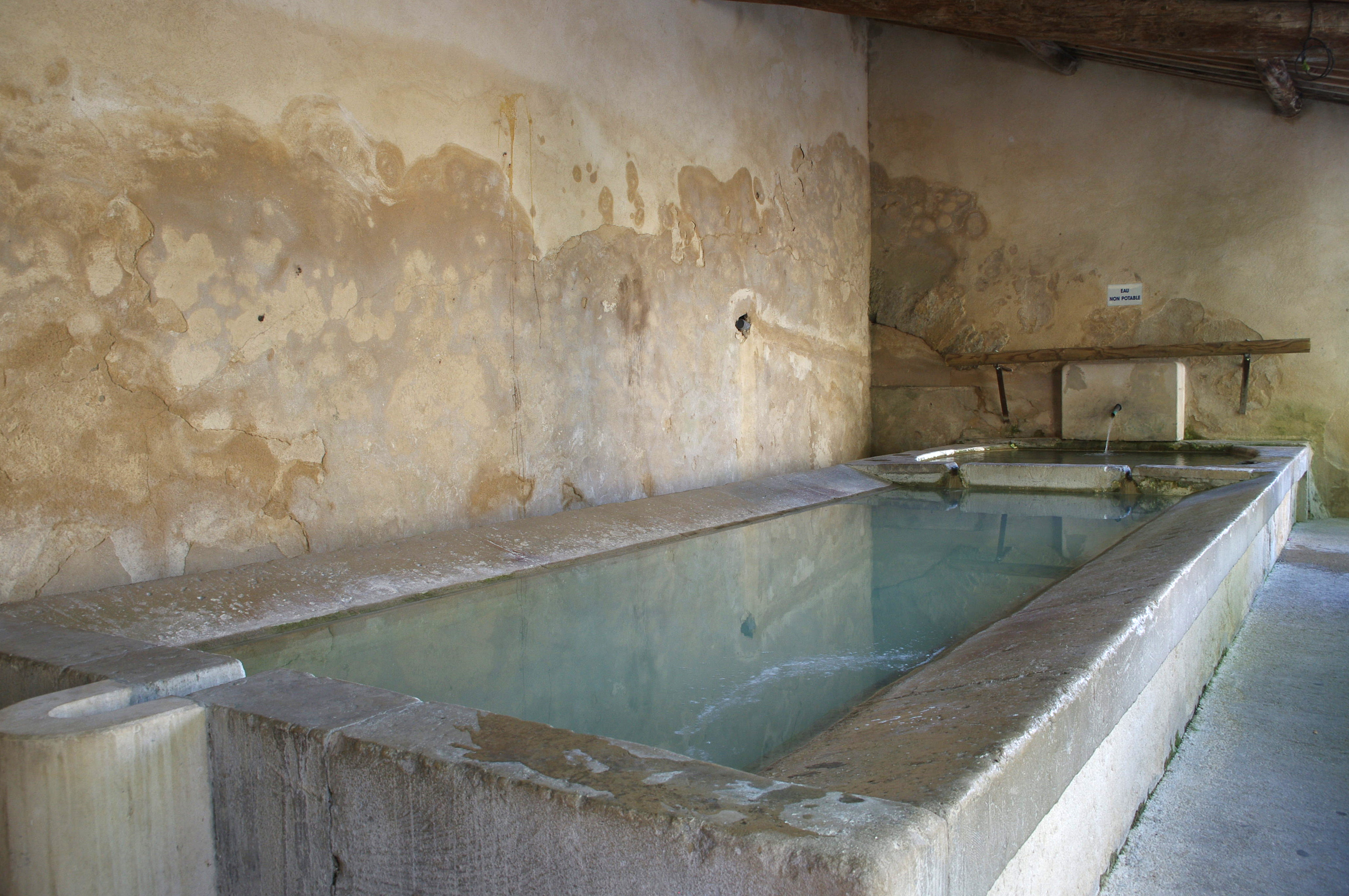
Becken

Das öffentliche Waschhaus oder Lavoir public des Dorfes Lauris, im französischen Département Vaucluse, befindet sich im Zentrum, an der rue sous les Campanes und der rue du Lavoir. Es wird von einem Nebenlauf der Durance gespeist, dem Fluss, der südlich von Lauris verläuft.

## Geschichte
Sein Bau war Teil der Politik nach der Französischen Revolution zu Verbesserung der öffentlichen Hygiene. Im 19. Jahrhundert wurde der überdachte Waschplatz auf dem ehemaligen Friedhof errichtet. Während des Ancien Régime befand sich hier der Friedhof der Kirche Notre-Dame-de-Purification, die direkt neben dem Waschhaus steht.
Das öffentliche Waschhaus war ein Treffpunkt des Dorfes. Es gibt drei Becken: eines zum Ausspülen der Wäsche, ein leicht geneigtes Becken zum Schlagen der Wäsche und eines zum Spülen und Trocknen. 1989 wurde das Waschhaus, das nicht mehr in Nutzung war, als Monument historique anerkannt. Es ist Teil des malerischen Aspektes des Dorfes mit seinen alten Häusern, dem Schloss und den Plätzen mit Brunnen, wie z. B. der Fontaine du Canard.

## Weitere Waschhäuser
Das Dorf verfügt über zwei weitere öffentliche Waschhäuser, die nicht unter Denkmalschutz stehen. Der Waschplatz in der rue de la Bonne Fontaine war damals für kranke Dorfbewohner vorbehalten. Das andere Waschhaus befindet sich außerhalb des Dorfes.